# Neville Wright
Neville Wright (Edmonton, 21 dicembre 1980) è un ex bobbista ed ex velocista canadese.

## Biografia

### Atletica leggera
Dal 2002 al 2010 Wright ha praticato l'atletica leggera nelle discipline veloci, detenendo un personale di 10"30 nei 100 m. Nel 2007 prese parte ai campionati mondiali di Osaka 2007, gareggiando nella staffetta 4x100 e concludendo la prova al tredicesimo e ultimo posto; nello stesso anno ha vinto la medaglia di bronzo nei 100 m alla XXIV Universiade tenutasi a Bangkok nel 2007, nonché il bronzo ai campionati nazionali canadesi svoltisi a Windsor, sempre nei 100 metri.

### Bob
Si dedicò al bob dal 2009 come frenatore per la squadra nazionale canadese. Esordì in Coppa del Mondo nella stagione 2009/10, il 14 novembre 2009 a Park City dove si piazzò al nono posto nel bob a due, ottenne il suo primo podio il 22 novembre 2009 a Lake Placid (3º nella competizione a squadre) e la sua prima vittoria l'8 dicembre 2012 a Winterberg sempre nella gara a squadre. Vinse la sua prima gara di bob a due il 25 novembre 2017 a Whistler con Chris Spring alla guida della slitta.
Prese parte a due edizioni delle olimpiadi: a Vancouver 2010 si piazzò al quinto posto nel bob a quattro con Pierre Lueders alla guida mentre a Soči 2014 giunse settimo nella gara a quattro, stavolta con il pilota Lyndon Rush.
Ai campionati mondiali conta invece cinque partecipazioni, detenendo quali migliori risultati il quarto posto nel bob a due ottenuto a Whistler 2019 e il sesto nel bob a quattro raggiunto a Schönau am Königssee 2011.
Terminò la sua carriera agonistica il 9 marzo 2019 in occasione dei campionati mondiali di Whistler 2019, dove concluse la prova a quattro al decimo posto gareggiando nell'equipaggio guidato da Chris Spring.

## Palmarès

### Bob

#### Coppa del Mondo
- 12 podi (3 nel bob a due, 7 nel bob a quattro, 2 nella gara a squadre):
  - 2 vittorie (1 nel bob a due, 1 nella gara a squadre);
  - 3 secondi posti (2 nel bob a due, 1 nel bob a quattro);
  - 7 terzi posti (6 nel bob a quattro, 1 nella gara a squadre).

#### Coppa del Mondo - vittorie
| Data             | Luogo      | Paese    | Disciplina                                                                                       |
| ---------------- | ---------- | -------- | ------------------------------------------------------------------------------------------------ |
| 8 dicembre 2012  | Winterberg | Germania | gara a squadre con Eric Neilson, Kaillie Humphries, Chelsea Valois, Cassie Hawrysh e Lyndon Rush |
| 24 novembre 2017 | Whistler   | Canada   | a due con Chris Spring (pilota)                                                                  |

#### Coppa Nordamericana
- 1 podio (nel bob a due):
  - 1 vittoria.

### Atletica leggera
| Anno | Manifestazione | Sede    | Evento      | Risultato        | Prestazione | Note |
| ---- | -------------- | ------- | ----------- | ---------------- | ----------- | ---- |
| 2005 | Universiadi    | Smirne  | 100 m piani | Quarti di finale | 10"65       |      |
| 2007 | Universiadi    | Bangkok | 100 m piani | Bronzo           | 10"37       |      |
| 2007 | Mondiali       | Osaka   | 4x100 m     | Batteria         | 39"43       |      |